# Olšina (sjö)
Olšina (Olšinský rybník) är en sjö i Tjeckien.   Den ligger i regionen Södra Böhmen, i den sydvästra delen av landet, 150 km söder om huvudstaden Prag. Olšina ligger 730 meter över havet. Arean är 1,3 kvadratkilometer.I omgivningarna runt Olšina växer i huvudsak blandskog. Den sträcker sig 1,6 kilometer i nord-sydlig riktning, och 1,4 kilometer i öst-västlig riktning.

## Galleri

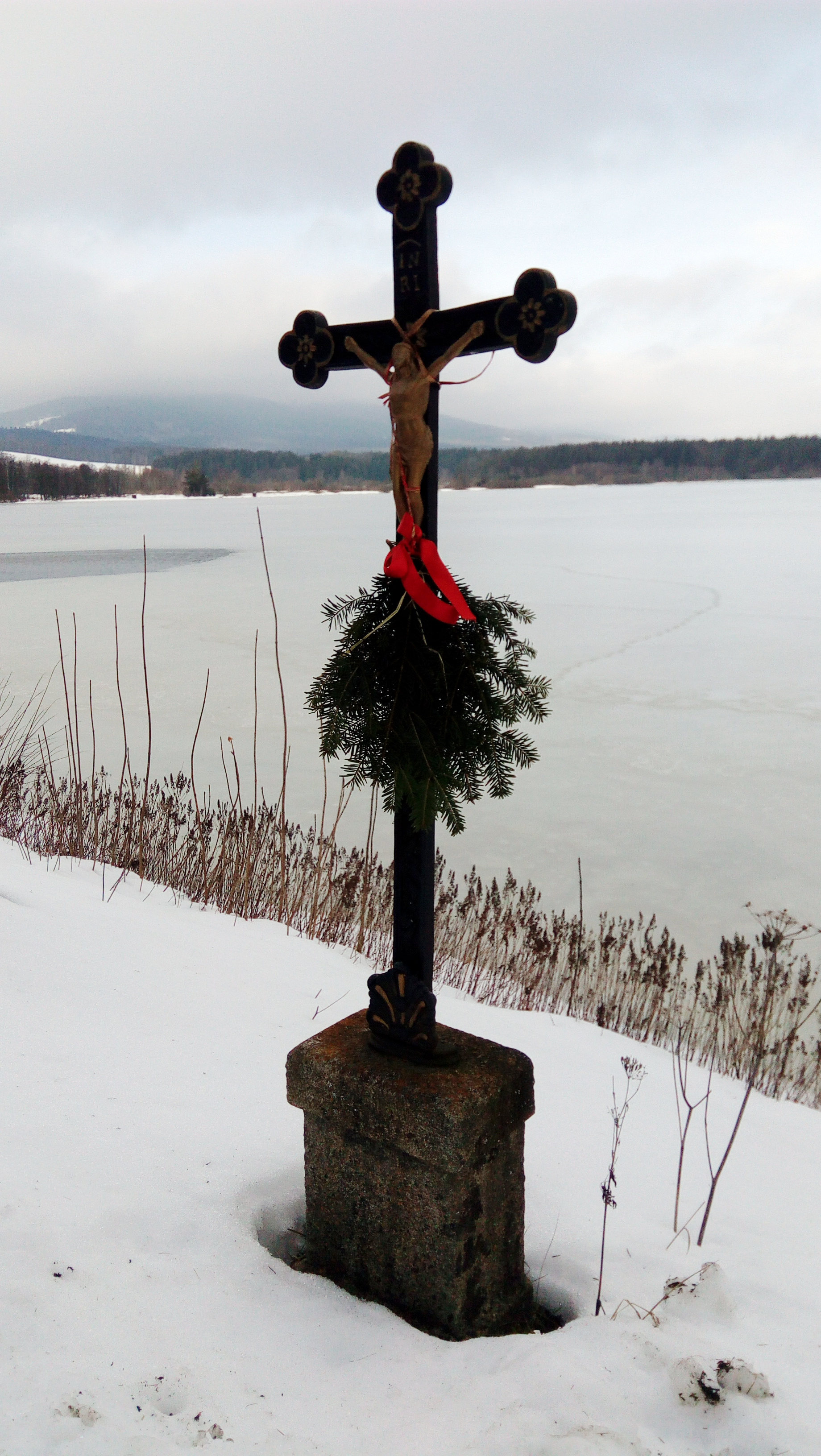
Kors vid Olšina
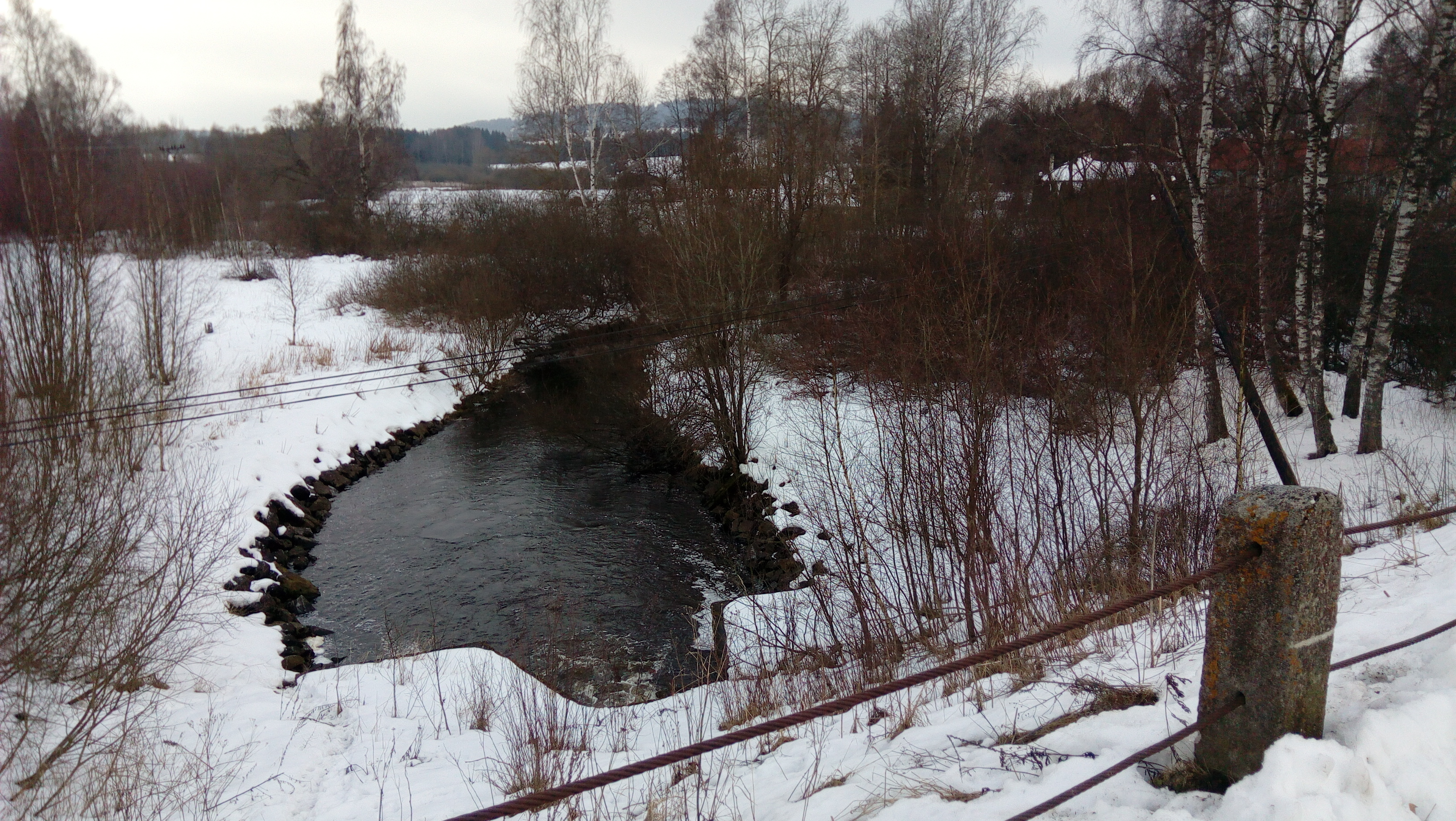
Vattendraget Olšina

- Wikimedia Commons har media som rör Olšina (sjö).